# 고독한 미식가
《고독한 미식가》(일본어: 孤独のグルメ 코도쿠노구루메[*])는 1994년부터 후소샤의 《월간 PANJA》에서 연재되는 일본의 만화다. 스토리는 쿠스미 마사유키가, 그림은 다니구치 지로가 맡았다. 1996년에 완결된 상태였지만, 후소샤의 주간지 《SPA!》 2008년 1월 15일호에 단편으로 다시 등장했다. 그 후 《SPA!》에서 비정기적으로 신작을 연재하고 있다.

## 앱 애니메이션
스마트폰 어플 공급 애니메이션 타테아니메에서 전달 예정.

### 캐스트
- 이노가시라 고로 - 호리우치 켄유

### 스텝
- 감독 - 키세 카즈치카

### 배달 일자
| 화수   | 부제                                                | 배달 날짜        |
| ------ | --------------------------------------------------- | ---------------- |
| 제1화  | 도쿄도 다이토구 산야의 돼지 고기 볶음밥             | 2017년 11월 29일 |
| 제2화  | 도쿄도 무사시노시 기치조지의 회전 초밥              | 12월 29일        |
| 제3화  | 도쿄도 다이토구 아사쿠사의 콩양갱                   | 2018년 3월 13일  |
| 제4화  | 도쿄도 기타구 아카바네의 우나돈                     | 6월 15일         |
| 제5화  | 오사카부 오사카시 기타구 나카쓰의 타코야키          | 6월 15일         |
| 제6화  | 게이힌 공업지대를 거쳐 가와사키 시멘트대로 구이     | 8월 31일         |
| 제7화  | 도쿄도 스기나미구 니시오기쿠보의 추천정식           | 8월 31일         |
| 제8화  | 도쿄도 네리마구 샤쿠지이공원의 카레 덮밥과 오뎅     | 8월 31일         |
| 제9화  | 도쿄도내 모처의 편의점 푸드                         | 8월 31일         |
| 제10화 | 도쿄도 도시마구 이케부쿠로 백화점 옥상의 사누키우동 | 8월 31일         |